# Província del Golf de Guinea
La província del Golf de Guinea va ser una entitat administrativa espanyola existent entre 1956 i 1959 en l'actual Guinea Equatorial.
En 1926 es va formar la Guinea Espanyola a partir de la Colònia de Riu Muni (formada en 1900), l'illa de Fernando Poo, la Colònia d'Elobey, Annobón i Corisco i altres illes adjacents.
El 21 d'agost de 1956 va ser creada per decret, passant a ser denominada territori de la Guinea Espanyola com a Província del Golf de Guinea. El Montepío de Funcionarios de Guinea, creay el 9 d'abril de 1947, passà a anomenar-se Montepío de Funcionarios de la Administración Pública de la Provincia del Golfo de Guinea, abans de tornar a canviar de nom en 1966 a Montepío de Funcionarios de Guinea Ecuatorial.
Amb posterioritat, en 1959, aquesta província desapareixeria, dividint-se en dues: la província de Fernando Poo i la província de Riu Muni.